# Hôtel Salomon de Rothschild
El Hôtel Salomon de Rothschild es un hôtel particulier ubicado en el número 11 de la rue Berryer, en el 8 8 de París.

## Historia
El barón Salomon James de Rothschild fue el tercero, y el menos conocido, de los cuatro hijos del fundador de la rama parisina de la familia Rothschild, el barón James de Rothschild. En 1862 se había casado con su prima Adelheid von Rothschild, conocida como la baronesa Adèle, nieta del fundador de la sucursal de Nápoles, Carl Mayer von Rothschild.
En 1872, la baronesa Adèle se interesó por todos los terrenos y edificios de la antigua propiedad del financiero Nicolas Beaujon y del banquero Ignace-Joseph Vanlerberghe, apodado la Folie Beaujon . Adquirió de Aymard Charles Théodore Gabriel de Nicolay, marqués de Bercy, el edificio principal, a veces llamado Chartreuse Beaujon, que había demolido en 1873 para confiar al arquitecto Léon Ohnet la construcción de un edificio moderno. Habiendo ocurrido la muerte de Ohnet poco después, el trabajo fue continuado y completado en 1878 por su alumno Justin Ponsard  .

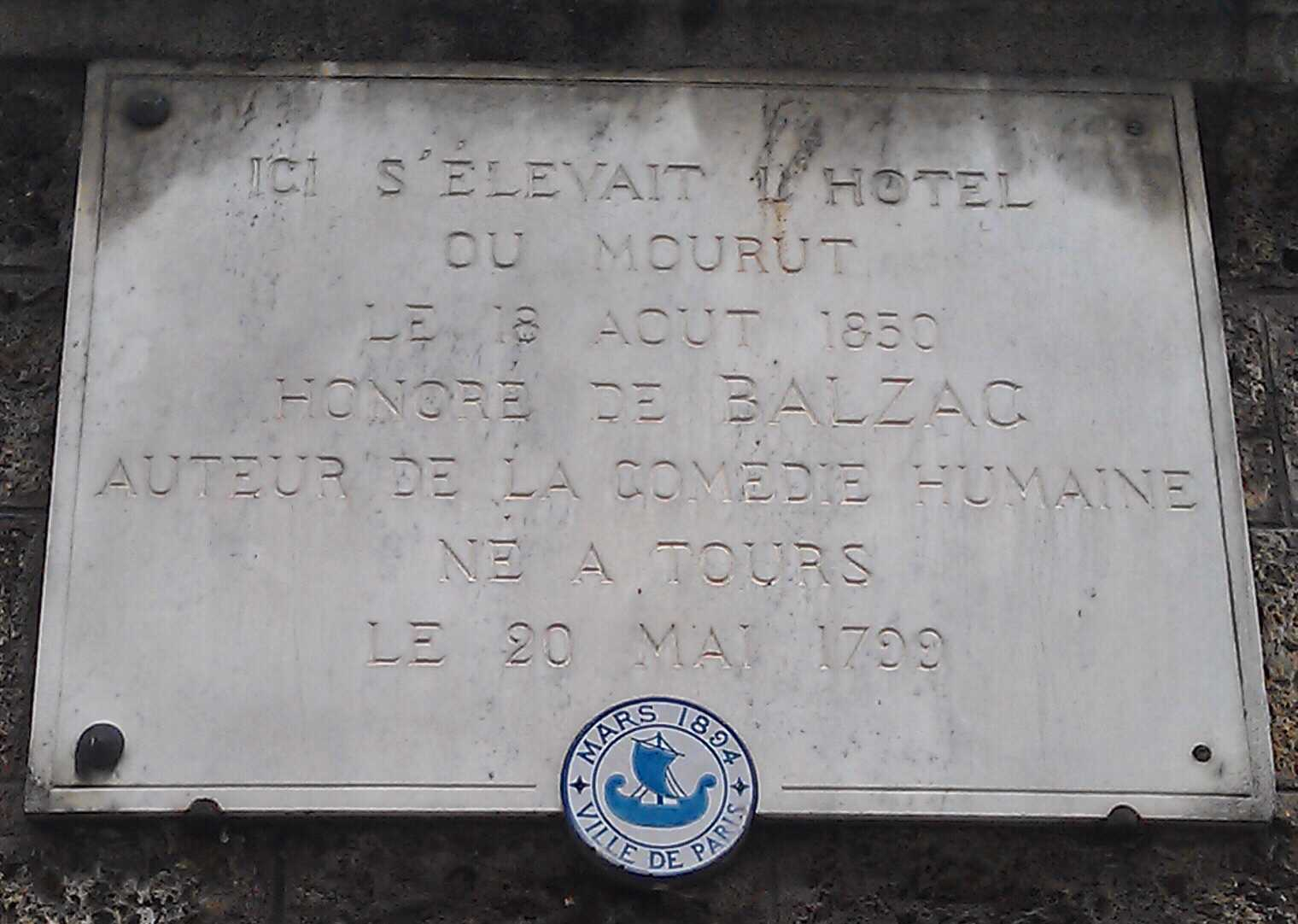
Placa conmemorativa, rue Balzac, en una pared exterior de la propiedad.

El , para hacer frente a las deudas contraídas por su hija y su yerno, Ewelina Hańska, viuda de Honoré de Balzac, vendió a la baronesa Adèle la pequeña casa que el escritor había adquirido en la rue Balzac, una antigua dependencia de la Folie Beaujon, por la suma de 500 000 francos con una cláusula que establecía que la entrada en posesión sólo se produciría un mes después de su muerte. Ella murió poco después, el 11 de abril siguiente. La prensa notó entonces el estado de deterioro del edificio que la baronesa Adèle había demolido en 1890 para ampliar su jardín.
La baronesa de Rothschild también adquirió, en noviembre de 1882, por la suma de 370 100 francos la antigua capilla de Saint-Nicolas dependiente de la Folie Beaujon, que había sido adquirida por el yerno de la M Hańska, el conde Georges Mniszech, y transformado por él en un laboratorio donde llevó a cabo experimentos de ocultismo y magia negra. Se dice que horrorizada por lo que encontró allí, apeló al exorcista de la Arquidiócesis de París para que purificara el edificio. Ante las reticencias del clero católico, lo hizo demoler y construyó la rotonda en su lugar, que hoy se encuentra en la esquina de la rue Balzac y la rue du Faubourg-Saint-Honoré. Los restos de la antigua capilla se incluyeron en el desarrollo del parque.

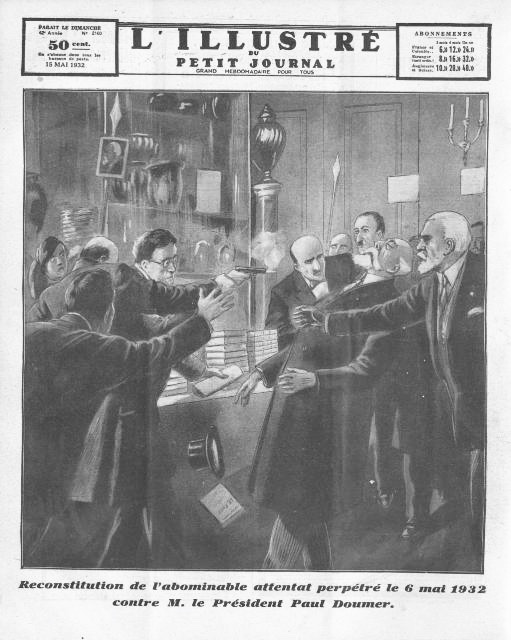
El presidente Paul Doumer es asesinado el 6 de mayo de 1932 en el Hotel Salomón de Rothschild.

A su muerte, tras haber desheredado a su única hija, la baronesa Salomon de Rothschild legó su mansión y sus colecciones al Estado, dejando al Museo del Louvre la opción de elegir las piezas más destacadas de sus colecciones y expresando el deseo de que el hotel se convirtiera en un " casa de arte » albergar exposiciones, encuentros de artistas, fiestas y ventas benéficas en beneficio de los artistas. Fue con motivo de una de estas manifestaciones — un salón literario organizado por la  que el presidente Paul Doumer fue asesinado por el soviético Paul Gorgulov el 6 de mayo de 1932. El Presidente de la República Vincent Auriol y el presidente del Consejo Antoine Pinay inauguraron allí una placa conmemorativa en su memoria en 1952.
Los pisos albergaban la Biblioteca de Arte y Arqueología legada al Estado por el modisto y coleccionista Jacques Doucet, pendiente de su traslado al nuevo Instituto de Arte y Arqueología de la rue Michelet, luego el Gabinete de Estampes de la Biblioteca Nacional, luego, antes de la creación del Centro Pompidou, la administración y las exposiciones del Centro Nacional de Arte Contemporáneo.
La propiedad del Hôtel Salomon de Rothschild pasó del Estado a la Fundación Nacional de Artes Gráficas y Plásticas (FNAGP), cuando fue creada el 6 de diciembre de 1976.
La finca acogió el rodaje de la película Papy fait de la resistance en 1983, para representar el exterior de la casa Bourdelle.
A pesar de estar cerrado en 2008, el jardín de 4000 m2  ha estado abierto al público durante más de 10 años y mantenido por la ciudad de París.
Etá clasificado como monumento histórico desde el 4 de marzo de 2005|.

## Arquitectura

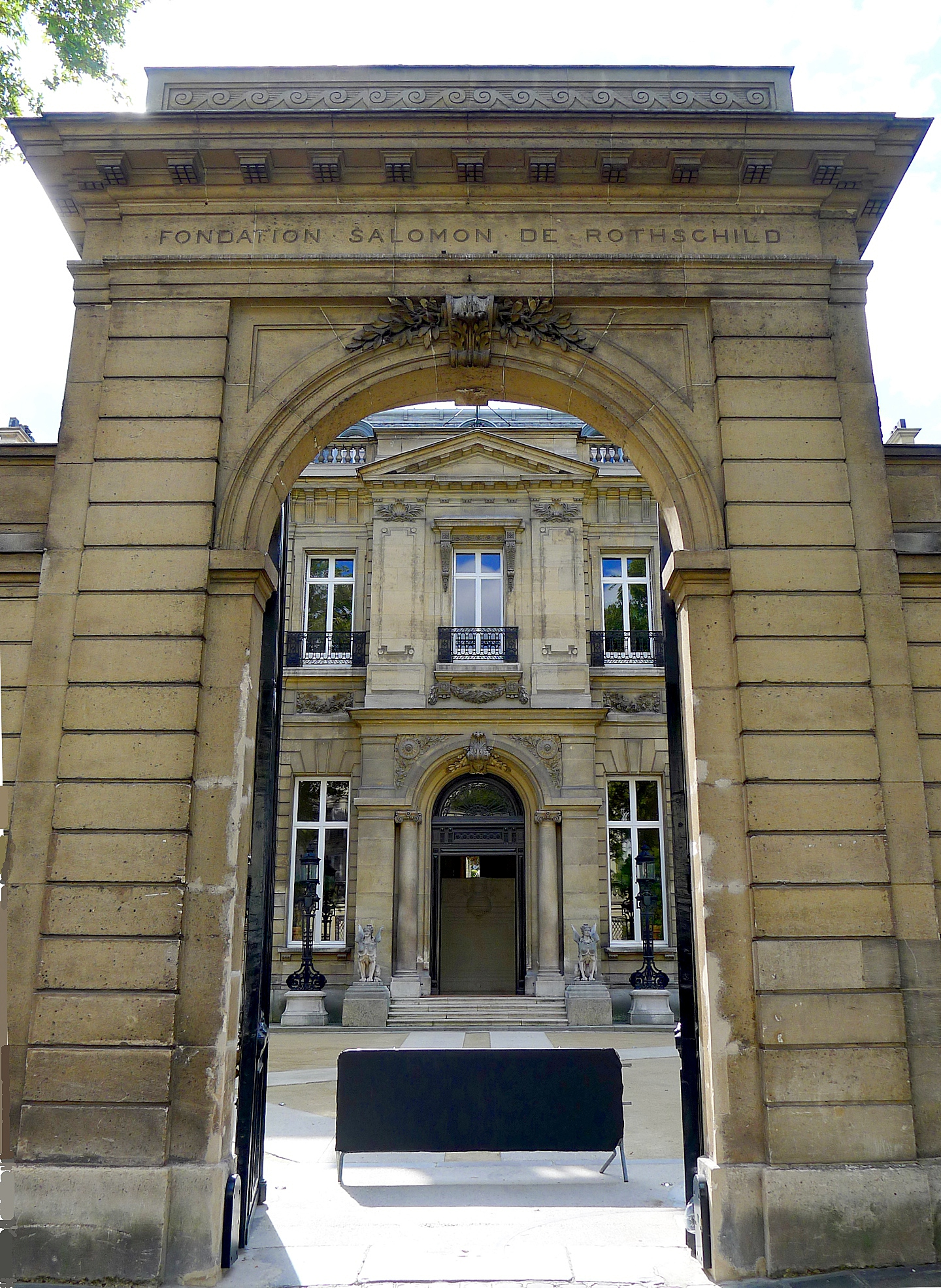
Entrada a la mansión en el n ., calle Berryer.

Es una construcción neoclásica al estilo de la arquitectura de finales del siglo XVIII. El interior estaba lujosamente amueblado para acomodar las colecciones combinadas del barón Salomon y su viuda: muebles y obras de arte desde el Renacimiento hasta el siglo XVIII, colecciones de porcelana, arte oriental, armas, curiosidades varias.
El incorpora varios de los elementos arquitectónicos contenidos en otras residencias de la familia Rothschild, en particular la disposición del vestíbulo con su galería en voladizo, la chimenea monumental de estilo Luis XIV que se encuentra en el Château de Ferrières. Se trabajó especialmente la iluminación cenital del recibidor, la galería que conduce al comedor y el jardín de invierno, cuyas modestas proporciones se ven amplificadas por un ingenioso juego de espejos. El pintor Léopold Moulignon, encargado de la decoración interior del hotel, se inspiró en las decoraciones italianas (palomas, fuentes, ramas de laurel, etc.) aplicadas sobre fondos dorados que dan la impresión de un mosaico.
De él, además de los bellísimos volúmenes de la recepción y de la escalera de honor, queda la galería que domina el vestíbulo, decorada con vegetación de Aubusson del siglo XVIII, un techo (actualmente no visible) firmado por Bocquet, pintor de los Menus-Plaisirs, recuperado de la Folie Beaujon, los restos de la capilla Saint-Nicolas, la rotonda de Balzac que conserva un par de puertas de la casa de Balzac y el gabinete de curiosidades.
Este gabinete, que fue encontrado en otras residencias de los Rothschild, alberga lo que queda de las ricas colecciones del hotel, incluyendo una importante serie de vidrieras de la Edad Media y el Renacimiento de origen suizo y alemán, una colección de jades y objetos de arte decorativo. o curiosidades del Lejano Oriente, piezas del XVII, XVII y XVIII (muebles, objetos, pinturas), así como una colección de armas europeas de diversas procedencias (la mayoría de los demás objetos de las colecciones del Barón y la Baronesa Salomon de Rothschild fueron trasladados al Louvre o al Musée d'Écouen). La sala está acondicionada con el gusto y el espíritu de finales del XIX (ebanistería oscura, cuero cordobés).